# Alex Pinardi
Alex Pinardi (Chiari, 5 settembre 1980) è un allenatore di calcio ed ex calciatore italiano, di ruolo centrocampista, responsabile tecnico delle giovanili dell'Atalanta.

## Caratteristiche Tecniche
Trequartista ambidestro, col tempo si è saputo adattare a giocare in più posizioni di campo, agendo perlopiù da regista davanti alla difesa. Tatticamente intelligente e molto dotato tecnicamente, era dotato anche di un discreto senso del gol grazie a un buon tiro dalla distanza e anche a buone abilità da rigorista.
Dotato di un'ottima leadership e di una grande freddezza, è stato per questo motivo uno dei più giovani capitani della storia dell'Atalanta

## Carriera

### Club

#### Atalanta
Cresce nelle giovanili dell'Atalanta, con cui totalizza una presenza nella serie B 1998-1999. L'anno dopo realizza 2 gol in 14 presenze in serie cadetta, prima di collezionare 11 presenze nel suo primo anno di serie A (esordio il 1º ottobre 2000 in Atalanta-Lazio 2-2). Proprio in quella stagione si afferma come uno dei talenti emergenti del calcio italiano. In maglia nerazzurra gioca altri tre campionati di massima divisione, mettendo assieme 74 gare e 14 reti.

#### Lecce
Nell'estate 2004 è ceduto in comproprietà al Lecce, con cui disputa un'ottima stagione e viene impiegato con continuità dall'allenatore Zdeněk Zeman. Alla fine raggiunge quota 32 presenze, segnando anche 3 gol. Nella stagione 2005-2006 è spesso relegato in panchina e il suo rendimento cala come quello di tutta la squadra salentina, retrocessa in Serie B con due giornate di anticipo rispetto alla fine del torneo.

#### Modena
A giugno 2006 la risoluzione della comproprietà con l'Atalanta, avvenuta a seguito dell'apertura delle buste, ha esito positivo per il Lecce, che cede Pinardi in prestito con diritto di riscatto della metà al Modena. Dopo una prima metà di stagione difficile, con l'arrivo di Bortolo Mutti sulla panchina della squadra emiliana diviene il leader della formazione, conducendola alla salvezza con 10 reti (più 1 in coppa Italia) segnate, 3 delle quali su calcio di rigore. Nell'estate seguente il Modena riscatta dal Lecce la metà del cartellino del giocatore.
A settembre 2007 è diventato testimonial della onlus F.D.G. (Federazione Nazionale Diabete Giovanile).

#### Cagliari
Nel giugno 2010 firma un biennale con il Cagliari tornando così a giocare in Serie A. 

Esordisce con la nuova maglia l'11 settembre, nella vittoriosa partita casalinga contro la Roma (5-1). Conclude la sua esperienza nella squadra sarda con 7 presenze e nessuna rete all'attivo.

#### Novara
Il 21 gennaio 2011 firma con il Novara un contratto che lo lega al club piemontese fino al 2013,nella stagione della retrocessione va a segno una sola volta su punizione. Il cartellino costa 1 mln di euro.

#### Vicenza
Il 30 gennaio 2012 passa in prestito al Vicenza in Serie B fino al termine della stagione, disputando 16 incontri complessivi (comprese le due gare dei play-out) con 1 gol.
Il 29 agosto dello stesso anno va a titolo definitivo al Vicenza, in cambio di Alain Baclet.

#### Cremonese
Il 31 gennaio 2013 passa in prestito alla Cremonese fino al termine della stagione. Esordisce il 3 febbraio 2013 in occasione della partita Cremonese-Carpi.

#### FeralpiSalò
Il 17 luglio 2013 passa alla FeralpiSalò, con cui firma un contratto annuale. Il 22 maggio 2015, dopo due stagioni con la squadra bresciana, con cui ha collezionato 7 reti in 58 partite di campionato, rinnova per un altro anno il contratto in scadenza.

#### Giana Erminio ed Adrense
Il 25 luglio 2016, rimasto senza squadra, firma con la Giana Erminio.
Dopo due stagioni in terza serie (la prima delle quali da titolare) lascia il club della Martesana e si trasferisce ai bresciani dell'Adrense, neopromossi in Serie D.

### Nazionale
Vanta alcune presenze in nazionale Under 16, Under 20 e Under 21.

### Dopo il ritiro
Dopo il ritiro torna alla Feralpi prima come assistente tecnico e poi come coordinatore del settore giovanile.
Nell’estate del 2023 dopo 19 anni fa ritorno all’Atalanta come responsabile tecnico del settore agonistico delle giovanili.

## Statistiche

### Presenze e reti nei club
| Stagione             | Squadra              | Campionato           | Campionato | Campionato | Coppe nazionali | Coppe nazionali | Coppe nazionali | Coppe continentali | Coppe continentali | Coppe continentali | Altre coppe | Altre coppe | Altre coppe | Totale | Totale |
| Stagione             | Squadra              | Comp                 | Pres       | Reti       | Comp            | Pres            | Reti            | Comp               | Pres               | Reti               | Comp        | Pres        | Reti        | Pres   | Reti   |
| -------------------- | -------------------- | -------------------- | ---------- | ---------- | --------------- | --------------- | --------------- | ------------------ | ------------------ | ------------------ | ----------- | ----------- | ----------- | ------ | ------ |
| 1998-1999            | Atalanta             | B                    | 1          | 0          | CI              | 1               | 0               | -                  | -                  | -                  | -           | -           | -           | 2      | 0      |
| 1999-2000            | Atalanta             | B                    | 14         | 2          | CI              | 5               | 0               | -                  | -                  | -                  | -           | -           | -           | 19     | 2      |
| 2000-2001            | Atalanta             | A                    | 11         | 0          | CI              | 7               | 1               | -                  | -                  | -                  | -           | -           | -           | 18     | 1      |
| 2001-2002            | Atalanta             | A                    | 16         | 2          | CI              | 3               | 0               | -                  | -                  | -                  | -           | -           | -           | 19     | 2      |
| 2002-2003            | Atalanta             | A                    | 21+1       | 4          | CI              | 1               | 0               | -                  | -                  | -                  | -           | -           | -           | 23     | 4      |
| 2003-2004            | Atalanta             | B                    | 37         | 8          | CI              | 1               | 0               | -                  | -                  | -                  | -           | -           | -           | 38     | 8      |
| Totale Atalanta      | Totale Atalanta      | Totale Atalanta      | 100+1      | 16         |                 | 18              | 1               |                    | -                  | -                  |             | -           | -           | 119    | 17     |
| 2004-2005            | Lecce                | A                    | 32         | 3          | CI              | 3               | 0               | -                  | -                  | -                  | -           | -           | -           | 35     | 3      |
| 2005-2006            | Lecce                | A                    | 25         | 3          | CI              | 1               | 0               | -                  | -                  | -                  | -           | -           | -           | 26     | 3      |
| Totale Lecce         | Totale Lecce         | Totale Lecce         | 57         | 6          |                 | 4               | 0               |                    | -                  | -                  |             | -           | -           | 61     | 6      |
| 2006-2007            | Modena               | B                    | 32         | 10         | CI              | 2               | 0               | -                  | -                  | -                  | -           | -           | -           | 34     | 10     |
| 2007-2008            | Modena               | B                    | 28         | 9          | CI              | 1               | 0               | -                  | -                  | -                  | -           | -           | -           | 29     | 9      |
| 2008-2009            | Modena               | B                    | 25         | 5          | CI              | 2               | 0               | -                  | -                  | -                  | -           | -           | -           | 27     | 5      |
| 2009-2010            | Modena               | B                    | 26         | 2          | CI              | 1               | 1               | -                  | -                  | -                  | -           | -           | -           | 27     | 3      |
| Totale Modena        | Totale Modena        | Totale Modena        | 111        | 26         |                 | 6               | 1               |                    | -                  | -                  |             | -           | -           | 117    | 27     |
| 2010-gen. 2011       | Cagliari             | A                    | 7          | 0          | CI              | 1               | 0               | -                  | -                  | -                  | -           | -           | -           | 8      | 0      |
| gen.-giu. 2011       | Novara               | B                    | 11+3       | 1          | CI              | -               | -               | -                  | -                  | -                  | -           | -           | -           | 14     | 1      |
| 2011-gen. 2012       | Novara               | A                    | 10         | 0          | CI              | 1               | 1               | -                  | -                  | -                  | -           | -           | -           | 11     | 1      |
| Totale Novara        | Totale Novara        |                      | 21+3       | 1          |                 | 1               | 1               |                    | -                  | -                  |             | -           | -           | 25     | 2      |
| gen.-giu. 2012       | Vicenza              | B                    | 15+2       | 1          | CI              | -               | -               | -                  | -                  | -                  | -           | -           | -           | 17     | 1      |
| 2012-gen. 2013       | Vicenza              | B                    | 18         | 4          | CI              | 0               | 0               | -                  | -                  | -                  | -           | -           | -           | 18     | 4      |
| Totale Vicenza       | Totale Vicenza       | Totale Vicenza       | 33+2       | 5          |                 | 0               | 0               |                    | -                  | -                  |             | -           | -           | 35     | 5      |
| gen.-giu. 2013       | Cremonese            | 1D                   | 8          | 0          | CI+CI-LP        | -               | -               | -                  | -                  | -                  | -           | -           | -           | 8      | 0      |
| 2013-2014            | FeralpiSalò          | 1D                   | 25         | 5          | CI+CI-LP        | 1+1             | 0               | -                  | -                  | -                  | -           | -           | -           | 27     | 5      |
| 2014-2015            | FeralpiSalò          | LP                   | 33         | 2          | CI+CI-LP        | 1+2             | 0               | -                  | -                  | -                  | -           | -           | -           | 36     | 2      |
| 2015-2016            | FeralpiSalò          | LP                   | 23         | 3          | CI+CI-LP        | 2+0             | 0               | -                  | -                  | -                  | -           | -           | -           | 25     | 3      |
| Totale FeralpiSalò   | Totale FeralpiSalò   | Totale FeralpiSalò   | 81         | 10         |                 | 7               | 0               |                    | -                  | -                  |             | -           | -           | 88     | 10     |
| 2016-2017            | Giana Erminio        | LP                   | 30+3       | 4+1        | CI-LP           | 2               | 0               | -                  | -                  | -                  | -           | -           | -           | 35     | 5      |
| 2017-2018            | Giana Erminio        | C                    | 13         | 1          | CI+CI-C         | 1+0             | 0               | -                  | -                  | -                  | -           | -           | -           | 14     | 1      |
| Totale Giana Erminio | Totale Giana Erminio | Totale Giana Erminio | 32+3       | 4+1        |                 | 3               | 0               |                    | -                  | -                  |             | -           | -           | 38     | 5      |
| 2018-2019            | Adrense              | D                    | 9          | 0          | CI-D            | 1               | 0               | -                  | -                  | -                  | -           | -           | -           | 10     | 0      |
| Totale carriera      | Totale carriera      | Totale carriera      | 468        | 67         |                 | 40              | 3               |                    | -                  | -                  |             | -           | -           | 508    | 70     |

## Palmarès

### Club

#### Competizioni giovanili
- Campionato Primavera: 1

Atalanta: 1997-1998
- Trofeo Dossena: 1

Atalanta: 1997